# Wildpark Zofingen
Koordinaten: 47° 16′ 56,1″ N, 7° 57′ 29,5″ O; CH1903: 639308 / 236946
Der Wildpark Zofingen liegt auf dem Zofinger Hausberg Heitere im Schweizer Kanton Aargau. Er gehört zu einem wichtigen Naherholungsgebiet der Stadt.

## Beschreibung
Der Zofinger Wildpark wurde am 1. Juli 1897 eröffnet. Die Fläche beträgt rund 3,7 Hektaren. Nähere Informationen zur Parkanlage und zu den verschiedenen Tierarten vermittelt dem Besucher eine Orientierungstafel beim Parkplatz an der Bottenwilerstrasse.
Der Wildpark beherbergt vorwiegend einheimische Tierarten. In sieben Gehegen werden unter anderem Axishirsche, Rothirsche und Sikahirsche sowie Wildschweine und Mufflons gehalten. Im Park stehen mächtige Eichen sowie weisse und rote Rosskastanien. Der Eintritt ist frei und rund um die Uhr das ganze Jahr möglich. Die Besucher werden durch Hinweisschilder gebeten, die Tiere nicht zu füttern.

## Erreichbarkeit
Vom Bahnhof Zofingen führen verschiedene Wege in rund 15 Gehminuten zum Park. Ausserdem gibt es einen Picknickplatz und für Fahrzeuge Parkmöglichkeiten direkt beim Wildpark.